# Stigmatura budytoides
Stigmatura budytoides е вид птица от семейство Tyrannidae.

## Разпространение
Видът е разпространен в Аржентина, Боливия, Бразилия и Парагвай.